# Phillips-Beziehung
Die Phillips-Beziehung (nach M. Phillips, der sie 1993 erstmals beschrieb) beschreibt einen empirischen Zusammenhang zwischen dem Verlauf der Lichtkurven von thermonuklearen Supernovae vom Typ Ia und der absoluten Helligkeit. Mit Hilfe der Phillips-Beziehung konnte die astronomische Entfernungsbestimmung mit hoher Genauigkeit auf kosmologische Distanzen ausgedehnt werden und führte zur Entdeckung der beschleunigten Expansion des Universums.

## Aussage
Laut der Phillips-Beziehung besteht ein Zusammenhang zwischen der absoluten Helligkeit {\displaystyle M} und dem Helligkeitsabfall {\displaystyle \Delta {m}_{15}} im blauen Filter des UBV-Systems 15 Tage nach dem Maximum der Supernova-Lichtkurve.
Die Phillips-Beziehung ist später weiterentwickelt worden zu einer Multifarben-Lichtkurven-Methode, die weniger stark von der Korrektur der Extinktion abhängt. Die absolute visuelle Helligkeit im Maximum ist demnach:
{\displaystyle M_{\mathrm {max} }(V)=-19.504+0.736\cdot \Delta m_{15}(B)+0.182\cdot \Delta m_{15}^{2}(B)+5\cdot \log(H_{0})}
{\displaystyle H_{0}} ist die Hubble-Konstante in Einheiten von 65 km/s pro Megaparsec und wird für die Korrektur der beschleunigten Expansion des Universums verwendet. Die Genauigkeit der Multifarben-Lichtkurven-Methode liegt bei 0,1 mag.
Die Phillips-Beziehung gilt nicht für unterleuchtkräftige Supernova vom Typ Iax und die überleuchtkräftigen Super-Chandrasekhar Supernovae. Diese thermonuklearen Supernovae können anhand des Helligkeitsverlaufs als Nicht-Standard-Supernova vom Typ Ia identifiziert werden.

## Interpretation
Die Lichtkurven von Supernovae werden vom radioaktiven Zerfall von 56Ni angetrieben. Die Menge an radioaktiven Nickel bestimmt die Temperatur der Photosphäre der Supernovae und beeinflusst die Opazität der Sternatmosphäre. Mit steigender Temperatur erhöht sich die Opazität, damit wird mehr Energie in der Atmosphäre zurückgehalten. Damit beschleunigt sich der Helligkeitsabfall und die Energie wird später abgestrahlt.
Eine kleine Gruppe Supernovae vom Typ Ia, wie z. B. SN 2001ay, folgen allerdings nicht der Phillips-Beziehung. Die absolute Helligkeit dieser Supernovae entspricht denen anderen Standard-SN-Ia, während der Helligkeitsabfall bedeutend langsamer verläuft. Dies wird als Folge einer ungewöhnlichen chemischen Zusammensetzung des Vorläufersterns interpretiert, wonach der explodierte Weiße Zwerg zu über 80 Prozent aus Kohlenstoff bestanden haben soll.